# Erdős Ilona
Erdős Ilona Rózsa (Budapest, 1913. január 29. – 1956 után) magyar színésznő. Keleti Márton filmrendező felesége.

## Élete
Rózsahegyi Kálmán iskolájának elvégzése után a Magyar Színház szerződtette. 1936-tól szerepelt a Belvárosi és a Művész Színházban. 1938-ban áttért a római katolikus vallásra. 1939. május 11-én Budapesten, a Ferencvárosban férjhez ment Keleti Márton filmrendezőhöz, akitől később elvált. Második férje Balló Henrik volt, akivel 1956-ban kötött házasságot.

## Családja
Erdős (Eisler) István kereskedő és Kalmár Szeréna lánya. Szülei 1919-ben elváltak. Anyai nagyszülei Kalmár Lajos Lipót (1863–1918) kereskedő és Sinaiberger Ilona voltak. A családja tulajdonában álló ferencvárosi Angyal utca 29. számú házban élt néhány évig Füst Milán költő.

## Filmszerepei
- Halló, Budapest! (1935)
- Café Moszkva (1935) – Ivánova Alexandra, pincérnő
- Ember a híd alatt (1936) – Soltész szobalánya
- Szenzáció (1936) – Manci, gépírókisasszony a keretjátékban
- Dunaparti randevú (1936) – Annie, vendég a cukrászdában és a New York kávéházban
- Lovagias ügy (1936-37) – gépírónő
- Viki (1937) – szobalány
- Maga lesz a férjem (1937) – Irma, Dr. Balogh Elemér asszisztensnője
- Fekete gyémántok (1938) – Panni, munkáslány a bányában